# 纯色万代兰
纯色万代兰（学名：Vanda subconcolor）为兰科万代兰属下的一个种。

## 扩展阅读
- 維基物種上的相關：纯色万代兰